# Liste der denkmalgeschützten Objekte in Wiener Neudorf
Die Liste der denkmalgeschützten Objekte in Wiener Neudorf enthält die 13 denkmalgeschützten, unbeweglichen Objekte der Gemeinde Wiener Neudorf.

## Denkmäler
| Foto |                 | Denkmal                                                                   | Standort                                                   | Beschreibung | Metadaten |
| ---- | --------------- | ------------------------------------------------------------------------- | ---------------------------------------------------------- | --- | --- |
| ja   | Datei hochladen | Dreifaltigkeitskapelle HERIS-ID: 64922 Objekt-ID: 77699                   | bei Wienerstraße 19 Standort KG: Wiener Neudorf            | Barocke Wegkapelle mit Zeltdach aus dem frühen 18. Jahrhundert | BDA-Hist.: Q38108653 Status: § 2a Stand der BDA-Liste: 2025-06-30 Name: Dreifaltigkeitskapelle GstNr.: 764/53                                                            |
| ja   | Datei hochladen | Ehem. Schlösschen und Hofportal HERIS-ID: 64923 Objekt-ID: 77700seit 2013 | Laxenburgerstraße 12 Standort KG: Wiener Neudorf           | Der barocke Bau aus der Mitte des 18. Jahrhunderts wurde mehrfach umgebaut. Er weist einen zweigeschoßigen Mitteltrakt sowie eingeschoßige Seitenflügel auf. | BDA-Hist.: Q38108673 Status: Bescheid Stand der BDA-Liste: 2025-06-30 Name: Ehem. Schlösschen und Hofportal GstNr.: 128/1, 128/2 Laxenburgerstraße 12 (Wiener Neudorf)   |
| ja   | Datei hochladen | Prenningerkapelle HERIS-ID: 87401 Objekt-ID: 101802                       | gegenüber Laxenburgerstraße 36 Standort KG: Wiener Neudorf | Späthistoristische Sichtziegelkapelle, errichtet 1884 | BDA-Hist.: Q37719787 Status: § 2a Stand der BDA-Liste: 2025-06-30 Name: Prenningerkapelle GstNr.: .211                                                                   |
| ja   | Datei hochladen | Mariensäule HERIS-ID: 87399 Objekt-ID: 101800                             | gegenüber Parkstraße 35 Standort KG: Wiener Neudorf        | 1713 errichtete toskanische Säule mit Maria Immaculata-Figur, nach einem Bombentreffer 1949 neu geweiht | BDA-Hist.: Q37719786 Status: § 2a Stand der BDA-Liste: 2025-06-30 Name: Mariensäule GstNr.: 817                                                                          |
| ja   | Datei hochladen | Altes Rathaus HERIS-ID: 35283 Objekt-ID: 33970                            | Rathausplatz 1 Standort KG: Wiener Neudorf                 | Als Kapelle errichteter zweigeschoßiger Bau mit Turm, im Kern aus dem 15. und 18. Jahrhundert | BDA-Hist.: Q37962997 Status: Bescheid Stand der BDA-Liste: 2025-06-30 Name: Altes Rathaus GstNr.: .90 Altes Rathaus (Wiener Neudorf)                                     |
| ja   | Datei hochladen | Ehem. Klosterkirche und Schwesternchor HERIS-ID: 35284 Objekt-ID: 33971   | bei Schloßmühlplatz 1 Standort KG: Wiener Neudorf          | 1854/55 errichtete turmlose Anlage im Übergangsstil zwischen Spätklassizismus/Biedermeier und Historismus | BDA-Hist.: Q37963014 Status: Bescheid Stand der BDA-Liste: 2025-06-30 Name: Ehem. Klosterkirche und Schwesternchor GstNr.: 814/2 Former monastery church, Wiener Neudorf |
| ja   | Datei hochladen | Ehem. Klosterfriedhof HERIS-ID: 64926 Objekt-ID: 77704                    | bei Schloßmühlplatz 1 Standort KG: Wiener Neudorf          | Friedhof mit gusseisernen Grabkreuzen | BDA-Hist.: Q38108684 Status: § 2a Stand der BDA-Liste: 2025-06-30 Name: Ehem. Klosterfriedhof GstNr.: 814/1                                                              |
| ja   | Datei hochladen | Zwei Kapellen und gemauerte Einfriedung HERIS-ID: 45335 Objekt-ID: 46627  | westlich Schloßmühlplatz 1 Standort KG: Wiener Neudorf     | Neugotische Kapellen auf dem Klosterfriedhof, in der nördlichen Kapelle Herzjesufigur mit spätnazarenischen Malereien, in der südlichen jüngere Landschafts- und Grottendarstellungen | BDA-Hist.: Q38015166 Status: Bescheid Stand der BDA-Liste: 2025-06-30 Name: Zwei Kapellen und gemauerte Einfriedung GstNr.: .139, .226, 819/1                            |
| ja   | Datei hochladen | Schlossmühle HERIS-ID: 35282 Objekt-ID: 33969                             | Schloßmühlplatz 2 Standort KG: Wiener Neudorf              | Dreiflügelige klassizistische Anlage aus dem frühen 19. Jahrhundert | BDA-Hist.: Q37962975 Status: Bescheid Stand der BDA-Liste: 2025-06-30 Name: Schlossmühle GstNr.: .36                                                                     |
| ja   | Datei hochladen | Sog. Türkenkreuz HERIS-ID: 64918 Objekt-ID: 77695                         | gegenüber Triesterstraße 3 Standort KG: Wiener Neudorf     | Der Steinpfeiler stammt aus der Mitte des 17. Jahrhunderts und wurde 2002 restauriert. Es handelt sich um eines der Türken- oder Raaberkreuze, die ursprünglich auf Wunsch Kaiser Rudolfs II. errichtet wurden erinnern an die Befreiung von Raab (Győr) aus der Hand der Osmanen im Jahre 1598 erinnern. | BDA-Hist.: Q38108644 Status: § 2a Stand der BDA-Liste: 2025-06-30 Name: Sog. Türkenkreuz GstNr.: 4/1                                                                     |
| ja   | Datei hochladen | Kath. Pfarrkirche Maria Schnee HERIS-ID: 50827 Objekt-ID: 56220           | bei Wienerstraße 15 Standort KG: Wiener Neudorf            | Der nach Westen gerichtete frühklassizistische Zentralbau wurde im Jahre 1780 geweiht und im Jahre 1783 zur Pfarrkirche erhoben. | BDA-Hist.: Q1639907 Status: § 2a Stand der BDA-Liste: 2025-06-30 Name: Kath. Pfarrkirche Maria Schnee GstNr.: .102 Wiener Neudorfer Pfarrkirche                          |
| ja   | Datei hochladen | Pfarrhof HERIS-ID: 50826 Objekt-ID: 56219                                 | Wienerstraße 15 Standort KG: Wiener Neudorf                | Zweigeschoßiger kubischer Pfarrhof mit Mittelrisalit und Bezeichnung von 1785 | BDA-Hist.: Q38042376 Status: § 2a Stand der BDA-Liste: 2025-06-30 Name: Pfarrhof GstNr.: .101 Rectory in Wiener Neudorf                                                  |
| ja   | Datei hochladen | Kriegerdenkmal HERIS-ID: 87524 Objekt-ID: 101941                          | bei Wienerstraße 15 Standort KG: Wiener Neudorf            | Triumphbogen mit zwei Spitzbögen zwischen Pfarrhof und Kirche | BDA-Hist.: Q37720227 Status: § 2a Stand der BDA-Liste: 2025-06-30 Name: Kriegerdenkmal GstNr.: 774/2 War memorial (Wiener Neudorf)                                       |